# 天天購物頻道
天天购物频道是广东广播电视台的一条已停播频道，2006年4月11日开播，2016年2月2日停播。
频道开台时为南方传媒集团下属的电视频道，原称开心购物频道，但后来更为现名。由于频道的收视率不敌广东东方购物频道（今南方购物频道），加之商品销量不佳，2016年2月2日被运营公司以“节目暂停传输”为由停播。